# Folland Aircraft
Folland Aircraft Limited war ein britischer Flugzeughersteller. Bekannt wurde er durch das Jagdflugzeug Folland Gnat. Das 1936 gegründete Unternehmen wurde 1959 Teil der Hawker-Siddeley-Gruppe.

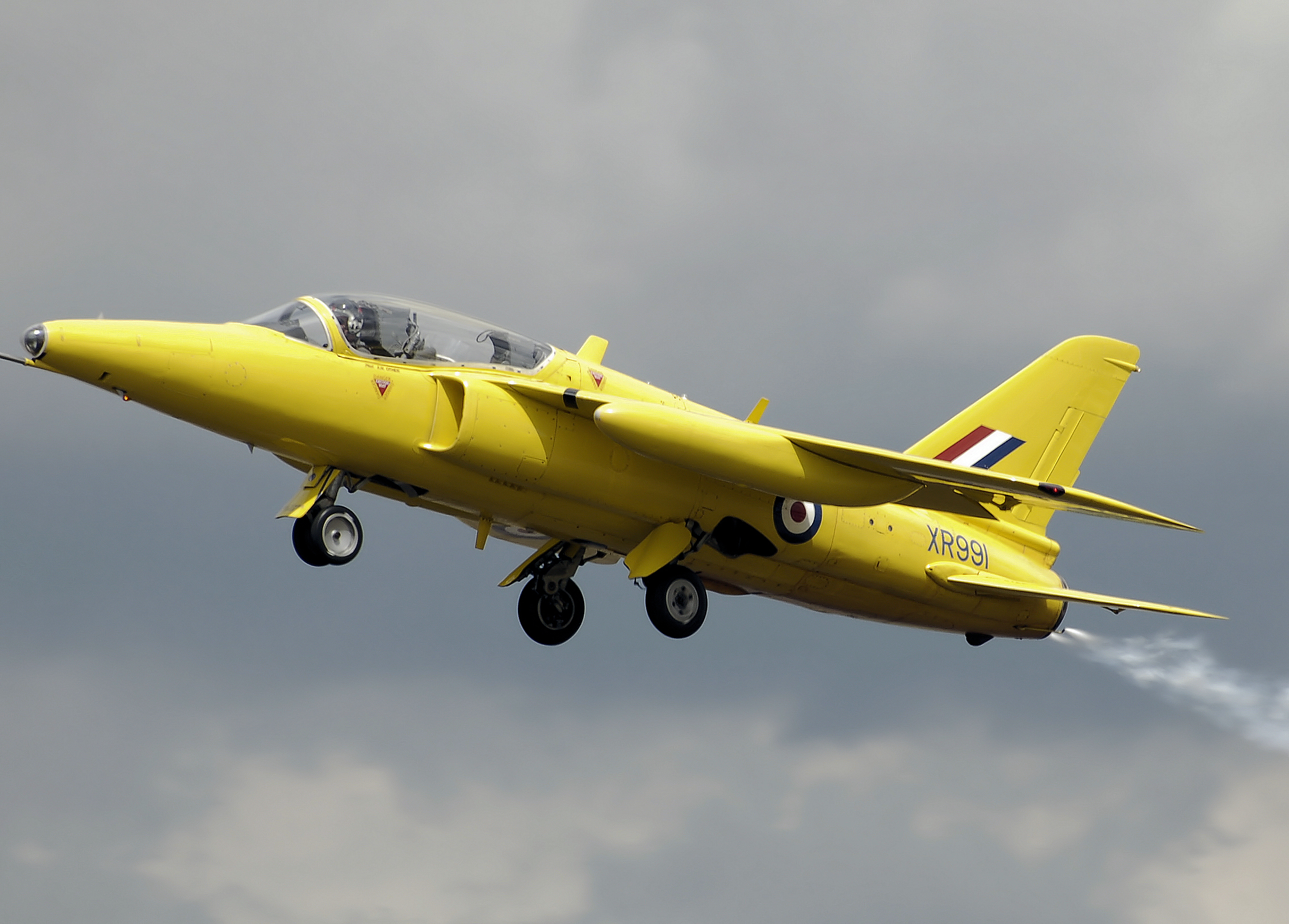
Folland Gnat

## Geschichte
1936 wurde in Hamble-le-Rice (Hampshire), seinerzeit eines der Zentren der britischen Flugzeugindustrie, die British Marine Aircraft gegründet. Ursprüngliche Absicht war der Lizenzbau des Sikorsky S-42-Flugbootes. Letztlich kam die Lizenzvereinbarung mit Sikorsky nicht zustande.
1937 übernahm Henry Folland, ehemaliger Chefkonstrukteur der Gloster Aircraft Company, den Hersteller, und am 24. Dezember 1937 erfolgte die Umfirmierung in Folland Aircraft Ltd. Das Unternehmen betätigte sich danach als Zulieferer und stellte zunächst Bauteile für die Bristol Blenheim und die Bristol Beaufort, später für die de Havilland DH.98 Mosquito und Vickers Wellington her.
Die erste Eigenentwicklung, die bei Folland über das Planungsstadium hinauskam, war die Fo.108 von 1940, besser bekannt als Folland 43/37, die als Versuchsträger für Flugmotoren diente. Im Jahre 1950 wurde der bereits durch erfolgreiche Konstruktionen britischer Flugzeuge im Zweiten Weltkrieg bekannt gewordene Entwickler W.E.W. Petter Chefkonstrukteur und Geschäftsführer bei Folland.
Petter war der Meinung, dass die damals entwickelten Jagdflugzeuge zu groß und zu kostenintensiv seien. So verfolgte er das Ziel, eine möglichst kleine und kostengünstige strahlgetriebene Jagdmaschine zu entwickeln. Nach dem Prototyp, der Folland Midge, entstand im Jahre 1955 die Folland Gnat. Das Flugzeug avancierte zwar nicht wie erhofft zum Standardjäger der britischen Luftstreitkräfte, war aber ein relativ erfolgreiches Exportflugzeug. Neben anderen Nationen kaufte Indien einige Gnat, baute diese Maschine in Lizenz und entwickelte sie weiter zur HAL Ajeet.
Der Name Folland verschwand, nachdem das Unternehmen 1959 im Hawker-Siddeley-Konzern aufgegangen war und seitdem als Hamble Division geführt wurde. Die Gnat wurde in Hawker Siddeley Gnat T.Mk1 umbenannt und war für viele Jahre die Standard-Maschine der bekannten Kunstflugstaffel Red Arrows.
1977 wurde Hawker Siddeley Teil der British Aerospace. Der Flugplatz in Hamble wurde 1986 geschlossen, in den dort verbliebenen Produktionsstätten wurden zuletzt Baugruppen für die Modelle BAE Hawk und Hawker Siddeley Harrier montiert.